# Zoophthorus australis
Zoophthorus australis är en stekelart som först beskrevs av Thomson 1885.  Zoophthorus australis ingår i släktet Zoophthorus och familjen brokparasitsteklar. Utöver nominatformen finns också underarten Z. a. hebraicator.